# Ichneutica ustistriga
Graphania ustistriga là một loài bướm đêm thuộc họ Noctuoidea. Nó là loài bản địa của New Zealand.
Ấu trùng ăn nhiều loài cây và cỏ khác nhau, bao gồm lá và quả của các loại táo và do đó bị xem là loài gây hại cho cây táo.

## Hình ảnh

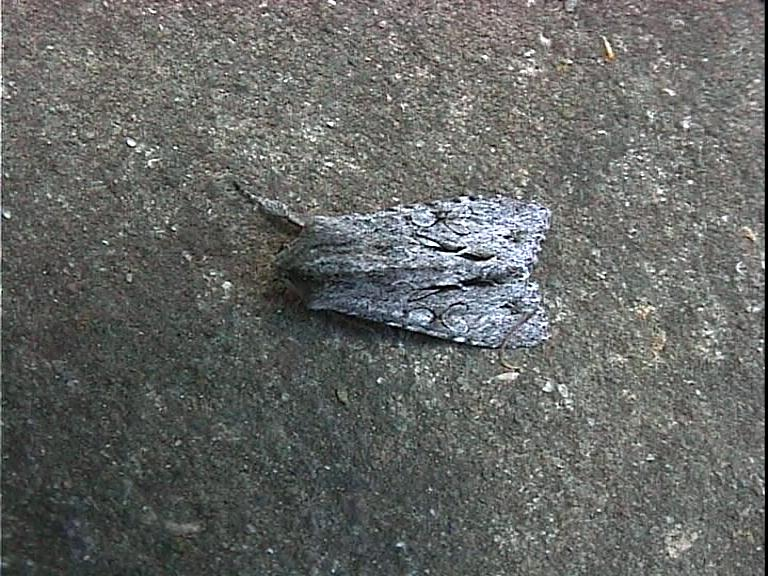